# 无盐村
无盐村位于山东省泰安市东平县东平街道东南部，为一个村级行政单位，东、西、北邻韩山-龙山山脉，南邻大清河，与后亭村隔河相对。面积6平方公里，人口21210人。东平县县级道路南外环（接李县）经过无盐村。
无盐村为无盐丑女锺离春的故乡，也是古代无盐邑、无盐县的治所。村附近的无盐故城遗址是古代无盐县县城的遗址，为东平县县级文物保护单位。

## 古迹

### 无盐故城
无盐故城遗址位于无盐村附近，为一处古代城市遗址，即古无盐县县城遗址。该遗址南部被大清河吞噬，现存遗址东西长约300米，南北长约350米，有灰陶素面缸、盆瓷、瓦当残片、大型残砖石等文物。还曾出土汉代镏金三足双鱼纹铜洗。

### 龙山书院
无盐龙山书院始建于宋朝，清朝时废弃，前后历时800多年。龙山书院一度为东平文化中心，培养了数以万计的优秀人才。

### 龙山圣井
龙山圣井位于龙山书院残址之中，泉水甘甜，水源充沛，当时可供全院师生饮用，现已废弃。

### 海铃泉
村东南龙山附近有自战国时期沿用至今的海铃泉，泉水至今不断。

### 鱼鼓山石龟
村东鱼鼓山半山腰有个大石龟，传说造于北齐，有齐龟之说，此石龟现保存完好。

### 罗荣桓元帅的办公遗址
抗日战争时期，罗荣桓率游击队在泰西地区对日战斗时，两次经过无盐村并在村中休整。罗荣桓当时的办公室被保留了下来，并成为文物保护单位。

## 相关事件

### 无盐大捷
西汉末年，王莽改制，民不聊生，无盐县人索卢恢组织队伍，响应赤眉军反王莽。地皇三年(公元22年)，王莽派廉丹、王匡率兵攻打赤眉军，攻破无盐县城后，屠杀百姓近万人。樊崇部与索卢恢部随后相互配合，在无盐附近大败王莽军，收复无盐县城，史称“成昌之战”。

### 无盐惨案
第二次中日战争期间，日本军队两次进入无盐对村民进行屠杀并给无盐村造成严重经济损失。2012年，无盐惨案纪念地成为东平县党史教育基地。